# Yunnanilus
Yunnanilus is een geslacht van straalvinnige vissen uit de familie van de bermpjes (Nemacheilidae).

## Soorten
- Yunnanilus altus Kottelat & Chu, 1988
- Yunnanilus analis Yang, 1990
- Yunnanilus bajiangensis Li, 2004
- Yunnanilus beipanjiangensis Li, Mao & Sun, 1994
- Yunnanilus brevis (Boulenger, 1893)
- Yunnanilus caohaiensis Ding, 1992
- Yunnanilus chui Yang, 1991
- Yunnanilus cruciatus (Rendahl, 1944)
- Yunnanilus discoloris Zhou & He, 1989
- Yunnanilus elakatis Cao & Zhu, 1989
- Yunnanilus forkicaudalis Li, 1999
- Yunnanilus ganheensis An, Liu & Li, 2009
- Yunnanilus jinxiensis Zhu, Du & Chen, 2009
- Yunnanilus longibarbatus Gan, Chen & Yang, 2007
- Yunnanilus longibulla Yang, 1990
- Yunnanilus longidorsalis Li, Tao & Lu, 2000
- Yunnanilus macrogaster Kottelat & Chu, 1988
- Yunnanilus macroistainus Li, 1999
- Yunnanilus macrolepis Li, Tao & Mao, 2000
- Yunnanilus nanpanjiangensis Li, Mao & Lu, 1994
- Yunnanilus niger Kottelat & Chu, 1988
- Yunnanilus nigromaculatus (Regan, 1904)
- Yunnanilus niulanensis Chen, Yang & Yang, 2012
- Yunnanilus obtusirostris Yang, 1995
- Yunnanilus pachycephalus Kottelat & Chu, 1988
- Yunnanilus paludosus Kottelat & Chu, 1988
- Yunnanilus parvus Kottelat & Chu, 1988
- Yunnanilus pleurotaenia (Regan, 1904)
- Yunnanilus pulcherrimus Yang, Chen & Lan, 2004
- Yunnanilus sichuanensis Ding, 1995
- Yunnanilus spanisbripes An, Liu & Li, 2009
- Yunnanilus tigerivinus Li & Duan, 1999
- Yunnanilus yangzonghaiensis Cao & Zhu, 1989